# Park Jin-man
Detta är ett koreanskt namn; familjenamnet är Park.
Park Jin-man, född den 30 november 1976, är en sydkoreansk före detta basebollspelare som tog guld för Sydkorea vid olympiska sommarspelen 2008 i Peking, och som även tog brons vid olympiska sommarspelen 2000 i Sydney.
Park representerade även Sydkorea vid World Baseball Classic 2006, när Sydkorea kom trea.